# الهروب (فلم 1979)
الهروب (بالإنجليزية: Breaking Away) هو فيلم كوميدي تم إنتاجه في الولايات المتحدة وصدر في سنة 1979.

## بطولة
- دنيس كايد

## الميزانية والإيرادات
بلغت تكلفة إنتاج الفيلم حوالي 2.3 مليون دولار بينما حقق أرباحا تقدر بـ 20,000,000 دولار.

### ترشيحات وجوائز
| السنة | الحدث  | الفئة     | النتيجة |
| ----- | ------ | --------- | ------- |
|       | أوسكار | أفضل فيلم | ترشـيـح |

## وصلات خارجية
- مقالات تستعمل روابط فنية بلا صلة مع ويكي بيانات

1. 1 2  "Top 10 Sports". معهد الفيلم الأمريكي. مؤرشف من الأصل في 2018-12-03. اطلع عليه بتاريخ 2008-06-18.
2. ↑  Breaking Away, Box Office Info. The Numbers. Retrieved April 14, 2012. نسخة محفوظة 23 مايو 2014 على موقع واي باك مشين.